# みんなに知って欲しいこと
みんなに知って欲しいこと（みんなにしってほしいこと）は、日本の歌。作詞は松岡康裕、作曲は白井貴子が担当。2006年6月から7月まで、NHKの歌番組「みんなのうた」で放送。

## 概要
- NHKハート展のテーマソング（2006年）。よせられた詩に、あらゆる分野の著名人が絵を描くという展示。
- 歌は、作曲担当の白井貴子。映像は、ハート展で公開されるイラスト（白井貴子作）をアニメ化したもの。
- 歌詞では、自分の夢を友達に聞いて欲しいという松岡康裕の心情を描いている。
- CDが発売されている。